# أفسنتين (مشروب)

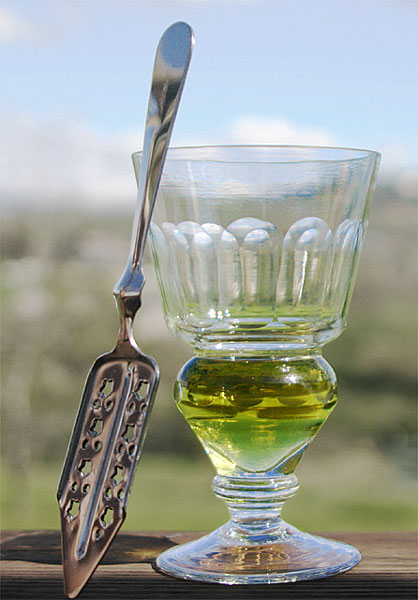
كأس أفسنتين مع الملعقة الخاصة بالأفسنتين.

وصف الأفسنتين  تاريخيا بأنه من المشروبات المقطرة، والكحولية بدرجة عالية (45 ٪ -74 ٪ حجم الكحول في المحلول). وهو كحول بنكهة اليانسون مستمدة من الأعشاب الطبية، بما فيها زهور وأوراق عشبة الأفسنتين ، يُشار إليها عادة بأنها «الأفسنتين المُرّ». ويتمتع الأفسنتين عادة باللون الأخضر الطبيعى ولكن يمكن أيضا أن يكون عديم اللون. ويُشار إليه في الأدب التاريخي "la fee verte" (الجنية الخضراء).
النبتة معروفة في المغرب بالشيبة وهي تحل محل النعناع في في فصل الخريف والشتاء لتنكيه الشاي.

## التركيب
يحوي الأفسنتين على مركب الثوجون بنسب قليلة في تركيبته.